# Liste der Stolpersteine in Luckenwalde

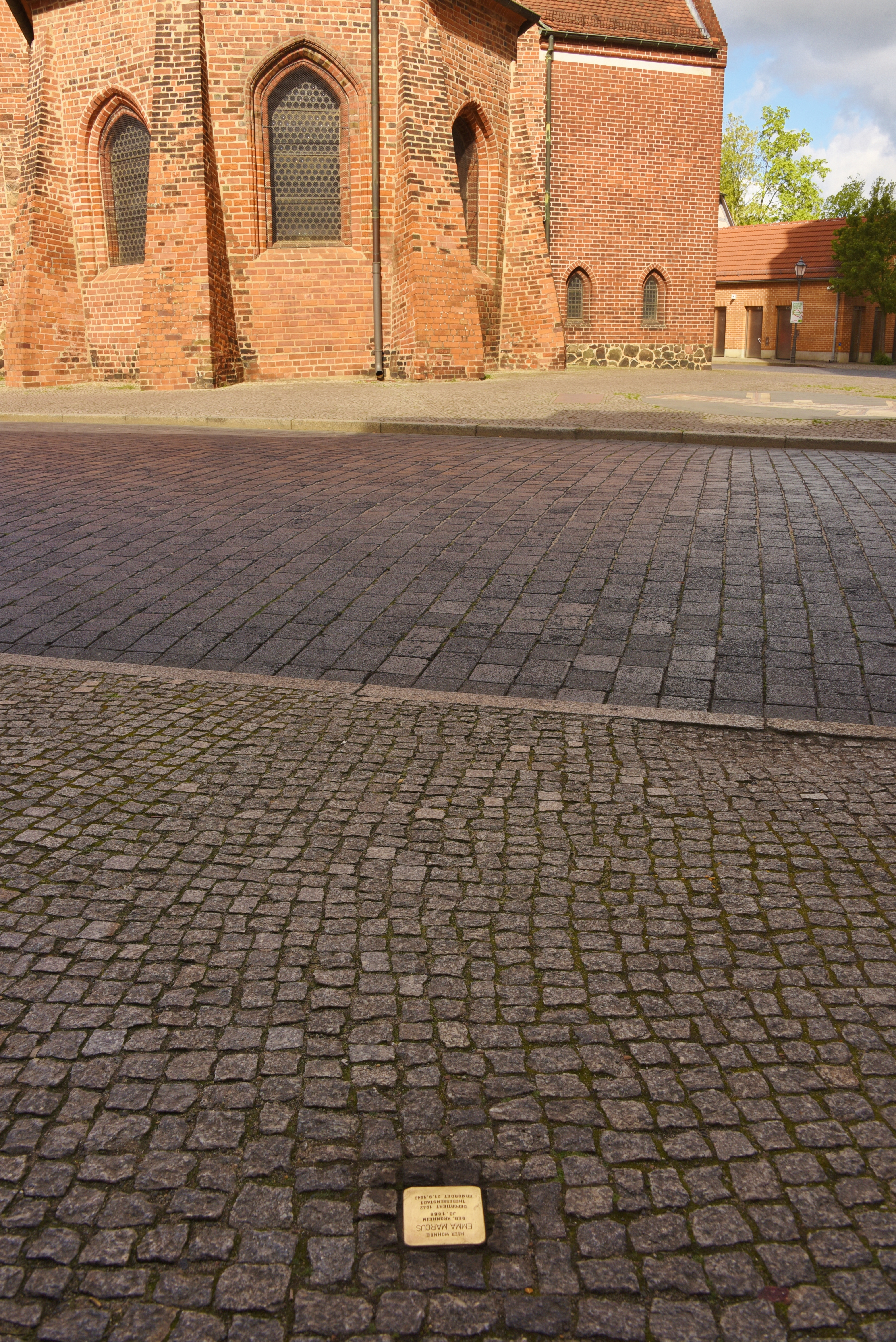
Stolperstein in Luckenwalde

Die Liste der Stolpersteine in Luckenwalde umfasst jene Stolpersteine, die vom Kölner Künstler Gunter Demnig in der brandenburgischen Kreisstadt Luckenwalde verlegt wurden. Stolpersteine erinnern an das Schicksal der Menschen, die von den Nationalsozialisten ermordet, deportiert, vertrieben oder in den Suizid getrieben wurden. Die Stolpersteine wurden vom Kölner Künstler Gunter Demnig konzipiert und werden in der Regel von ihm vor dem letzten selbstgewählten Wohnsitz des Opfers verlegt.
Die erste Verlegung in Luckenwalde erfolgte am 22. August 2009.

## Verlegte Stolpersteine
In Luckenwalde wurden mindestens 44 Stolpersteine an 16 Adressen verlegt:
| Stolperstein | Inschrift | Verlegeort                                                  | Name, Leben                             |
| ------------ | --- | ----------------------------------------------------------- | --------------------------------------- |
|              | HIER WOHNTE JOHANNA BAUCHWITZ JG. 1868 DEPORTIERT 1943 THERESIENSTADT ERMORDET 15.6.1943                                                                                 | Breite Straße 32                                            | Johanna Bauchwitz                       |
|              | HIER WOHNTE GERHARD BOSCHE JG. 1921 VERHAFTET 1944 'WEHRKRAFTZERSETZENDE ÄUSSERUNGEN' ZUM TODE VERURTEILT HINGERICHTET 1944 BERLIN-PLÖTZENSEE                            | Poststraße 13                                               | Gerhard Boche                           |
|              | HIER WOHNTE BERTHA BORGENICHT GEB. FINKELSTEIN JG. 1904 DEPORTIERT ZWANGSARBEIT ARBEITSLAGER NADWORNA ERMORDET                                                           | Käthe-Kollwitz-Straße 56                                    | Bertha Borgenicht, geborene Finkelstein |
|              | HIER WOHNTE MEYER CAHN JG. 1864 DEPORTIERT 1942 THERESIENSTADT ERMORDET 27.1.1943                                                                                        | Breite Straße 32                                            | Meyer Cahn                              |
|              | HIER WOHNTE ROSE RACHEL CAHN GEB. BAUCHWITZ JG. 1864 DEPORTIERT 1942 THERESIENSTADT ERMORDET 9.3.1943                                                                    | Breite Straße 32                                            | Rose Rachel Cahn, geborene Bauchwitz    |
|              | HIER WOHNTE SIGISMUND COHN JG. 1865 DEPORTIERT 1942 TOT IN THERESIENSTADT                                                                                                | Puschkinstraße 18                                           | Sigismund Cohn                          |
|              | HIER WOHNTE ARNO ERTNER JG. 1904 IM CHRISTLICHEN WIDERSTAND VERHAFTET 6.12.1941 DACHAU THERESIENSTADT 15.2.1943                                                          | Dahmer Straße 28                                            | Arno Ertner                             |
|              | HIER WOHNTE BRUNO FINKELSTEIN JG. 1905 SCHICKSAL UNBEKANNT | Käthe-Kollwitz-Straße 56                                    | Bruno Finkelstein                       |
|              | HIER WOHNTE DAVID FINKELSTEIN JG. 1910 SCHICKSAL UNBEKANNT | Käthe-Kollwitz-Straße 56                                    | David Finkelstein                       |
|              | HIER WOHNTE FANNY FINKELSTEIN GEB. GROSS JG. 1882 'POLENAKTION' 1938 BENTSCHEN / ZBASZYN INTERNIERT BENTSCHEN / ZBASZYN SCHICKSAL UNBEKANNT                              | Käthe-Kollwitz-Straße 56                                    | Fanny Finkelstein, geborene Gross       |
|              | HIER WOHNTE KLARA FINKELSTEIN JG. 1912 FLUCHT PALÄSTINA | Käthe-Kollwitz-Straße 56                                    | Klara Finkelstein                       |
|              | HIER WOHNTE MORITZ FINKELSTEIN JG. 1880 SCHICKSAL UNBEKANNT | Käthe-Kollwitz-Straße 56                                    | Moritz Finkelstein                      |
|              | HIER WOHNTE TONI FINKELSTEIN JG. 1906 SCHICKSAL UNBEKANNT | Käthe-Kollwitz-Straße 56                                    | Toni Finkelstein                        |
|              | HIER WOHNTE WILHELM FINKELSTEIN JG. 1908 DEPORTIERT 1941 AUSCHWITZ ERMORDET 2.8.1941                                                                                     | Käthe-Kollwitz-Straße 56                                    | Wilhelm Finkelstein                     |
|              | HIER WOHNTE GERTRUD HIRSCH GEB. SCHNEIDER JG. 1882 FLUCHT 1938 PALÄSTINA ÜBERLEBT                                                                                        | Puschkinstraße 18                                           | Gertrud Hirsch, geborene Schneider      |
|              | HIER WOHNTE TONI HIRSCHFELD GEB. SANDER JG. 1887 DEPORTIERT 1942 GHETTO WARSCHAU ERMORDET                                                                                | Poststraße 5                                                | Toni Hirschfeld, geborene Sander        |
|              | HIER WOHNTE WALTER HIRSCHFELD JG. 1877 DEPORTIERT 1942 GHETTO WARSCHAU ERMORDET                                                                                          | Poststraße 5                                                | Walter Hirschfeld                       |
|              | HIER WOHNTE ANNA HOFFNUNG GEB. GOLDSCHMIDT JG. 1870 DEPORTIERT 1942 THERESIENSTADT ERMORDET 24.3.1944                                                                    | Breite Straße 18                                            | Anna Hoffnung, geborene Goldschmidt     |
|              | HIER WOHNTE UND ARBEITETE DR. JULIUS HOFFNUNG JG. 1861 BERUFSVERBOT 1938 DEPORTIERT 1942 THERESIENSTADT ERMORDET 5.10.1942                                               | Breite Straße 18                                            | Julius Hoffnung                         |
|              | HIER LEBTE UND ARBEITETE TADEUSZ KUBISCH JG. 1918 POLNISCHER 'ZIVILARBEITER' VERHAFTET 1942 'VERBOTENER UMGANG' VON DER GESTAPO GEHÄNGT 8.7.1942 BÜRGERBUSCH LUCKENWALDE | Käthe-Kollwitz-Straße 33                                    | Tadeusz Kubisch                         |
|              | HIER WOHNTE WOLFGANG LEBUSCHER JG. 1920 VERHAFTET NOV. 1938 SACHSENHAUSEN ERMORDET 11.10.1941 MAUTHAUSEN                                                                 | Puschkinstraße 38 (im Haus der Synagoge, damals Carlstraße) | Wolfgang Lebuscher                      |
|              | HIER WOHNTE EMMA MARCUS GEB. KRONHEIM JG. 1868 DEPORTIERT 1942 THERESIENSTADT ERMORDET 21.9.1942                                                                         | Markt 6                                                     | Emma Marcus, geborene Kronheim          |
|              | HIER WOHNTE FELIX MICHAELIS JG. 1867 DEPORTIERT 1942 THERESIENSTADT ERMORDET 29.10.1943                                                                                  | Schützenstraße 7                                            | Felix Michaelis                         |
|              | HIER WOHNTE JOSEFINE MICHAELIS GEB. HIRSCH JG. 1877 DEPORTIERT 1942 THERESIENSTADT BEFREIT                                                                               | Schützenstraße 7                                            | Josefine Michaelis, geborene Hirsch     |
|              | HIER WOHNTE CHARLOTTE RIECK GEB. SCHEOKOSZR JG. 1882 DEPORTIERT 19.4.1944 AUSCHWITZ ERMORDET                                                                             | Puschkinstraße 28                                           | Charlotte Rieck, geborene Scherokosz    |
|              | HIER WOHNTE BERTA RINDENAU JG. 1883 EINGEWIESEN 1938 HEIL- U. PFLEGEANSTALT TEUPITZ DEPORTIERT 1942 RIGA SCHICKSAL UNBEKANNT                                             | Parkstraße 73                                               | Berta Rindenau                          |
|              | HIER WOHNTE DORA RINDENAU GEB. PREMINGER JG. 1883 UNFREIWILLIG VERZOGEN 1938 BERLIN DEPORTIERT 1942 RIGA SCHICKSAL UNBEKANNT                                             | Parkstraße 73                                               | Dora Rindenau, geborene Preminger       |
|              | HIER WOHNTE PHILIPP RINDENAU JG. 1920 POLENAKTION 1938 CZESTOCHOWA FLUCHT 1939 SOWJETUNION SCHICKSAL UNBEKANNT                                                           | Parkstraße 73                                               | Philipp Rindenau                        |
|              | HIER WOHNTE MALWINE ROSENTHAL GEB. FUSS JG. 1852 DEPORTIERT 1942 THERESIENSTADT ERMORDET 30.11.1942                                                                      | Puschkinstraße 38 (im Haus der Synagoge, damals Carlstraße) | Malwine Rosenthal, geborene Fuss        |
|              | HIER WOHNTE EMMA SANDER JG. 1862 DEPORTIERT 1942 ERMORDET IN THERESIENSTADT                                                                                              | Poststraße 5                                                | Emma Sander                             |
|              | HIER LEBTE ERICH SCHNEIDER JG. 1884 VERHAFTET BUCHENWALD BEFREIT / ÜBERLEBT                                                                                              | Puschkinstraße 18                                           | Erich Schneider                         |
|              | HIER WOHNTE FLORA SCHNEIDER GEB. COHN JG. 1860 TOT 21.9.1940 | Puschkinstraße 18                                           | Flora Schneider, geborene. Cohn         |
|              | HIER LEBTE FRIEDRICH SCHNEIDER JG. 1854 TOT 26.4.1932 | Puschkinstraße 18                                           | Friedrich Schneider                     |
|              | HIER WOHNTE HANNA SCHNEIDER GEB. BERLIN JG. 1897 POLENAKTION 1938 WILNA ERMORDET 21.9.1942                                                                               | Zinnaer Straße 15                                           | Hanna Schneider geb. Berlin             |
|              | HIER LEBTE KÄTHE SCHNEIDER JG. 1889 FLUCHT 1939 KUBA ÜBERLEBT | Puschkinstraße 18                                           | Käthe Schneider                         |
|              | HIER WOHNTE LEO SCHNEIDER JG. 1894 VERHAFTET 1935 'BELEIDIGUNG DES FÜHRERS' GEFÄNGNIS BERLIN-MOABIT ERSCHLAGEN IM POLIZEIGEWAHRSAM 11.1.1936                             | Zinnaer Straße 15                                           | Leo Schneider                           |
|              | HIER WOHNTE MAX SCHNEIDER JG. 1922 FLUCHT 1939 PALÄSTINA ÜBERLEBT | Zinnaer Straße 15                                           | Max Schneider                           |
|              | HIER WOHNTE ELSE SCHWARZWEISS GEB. JOSEPHSON JG. 1884 DEPORTIERT 6.11.1942 THERESIENSTADT TOT 3.1.1943                                                                   | Poststraße 27                                               | Else Schwarzweiss, geborene Josephson   |
|              | HIER WOHNTE DR. LEO SCHWARZWEISS JG. 1872 DEPORTIERT 6.11.1942 THERESIENSTADT TOT 4.2.1943                                                                               | Poststraße 27                                               | Dr. Leo Schwarzweiss                    |
|              | HIER WOHNTE HARRY SELIGMANN JG. 1908 'SCHUTZHAFT' 1938 SACHSENHAUSEN FLUCHT 1939 BOLIVIEN                                                                                | Parkstraße 73                                               | Harry Seligmann                         |
|              | HIER WOHNTE JULIA SELIGMANN GEB. WEISSMANN JG. 1910 FLUCHT 1939 BOLIVIEN                                                                                                 | Parkstraße 73                                               | Julia Seligmann, geborene Weissmann     |
|              | HIER WOHNTE JULIUS SELIGMANN JG. 1872 DEPORTIERT 1942 THERESIENSTADT ERMORDET IN AUSCHWITZ                                                                               | Parkstraße 73                                               | Julius Seligmann                        |
|              | HIER WOHNTE MARGARETE SELIGMANN GEB. SABATSKY JG. 1871 DEPORTIERT 1942 THERESIENSTADT ERMORDET IN AUSCHWITZ                                                              | Parkstraße 73                                               | Margarete Seligmann, geborene Sabatsky  |
|              | HIER WOHNTE HENRIETTE SPITZ GEB. HERZFELD JG. 1860 INTERNIERT 1942 ARBEITSLAGER BEESKOW SAMMELLAGER BERLIN N4 ERMORDET 11.4.1943                                         | Haag 1                                                      | Henriette Spitz, geborene Herzfeld      |

## Verlegedaten
An folgenden Tagen verlegte Gunter Demnig persönlich:
- 22. August 2009: Puschkinstraße 28, Poststraße 27
- 6. Juli 2010: Puschkinstraße 18
- 13. Oktober 2011: Breite Straße 32 (Johanna Bauchwitz), Puschkinstraße 38
- 22. Oktober 2012: Markt 6, Zinnaer Straße 15
- 11. Juni 2013: Parkstraße 73 (Familie Lindenau), Poststraße 13
- 6. August 2014: Dahmer Straße 28, Poststraße 5
- 22. Juni 2015: Parkstraße 73 (Familie Seligmann)
- 9. Mai 2016: Breite Straße 32 (Meyer und Rose Rachel Cahn), Schützenstraße 7
- 20. März 2017: Breite Straße 18, Haag 1
- 15. März 2018: Käthe-Kollwitz-Straße 56
- 7. Mai 2019: Käthe-Kollwitz-Straße 33

Aufgrund der COVID-19-Pandemie wurden in folgenden Monaten Stolpersteine angefertigt und zur Selbstverlegung zugesandt:
- Mai 2020 (hier noch nicht gelistet)
- Juni 2021 (hier noch nicht gelistet)